# Schmachter See
Der Schmachter See ist ein See auf dem Gebiet der Gemeinde Zirkow auf Rügen. Er liegt nahe des Ostseebades Binz und ist Bestandteil des Naturschutzgebietes Schmachter See und Fangerien. 

## Beschreibung

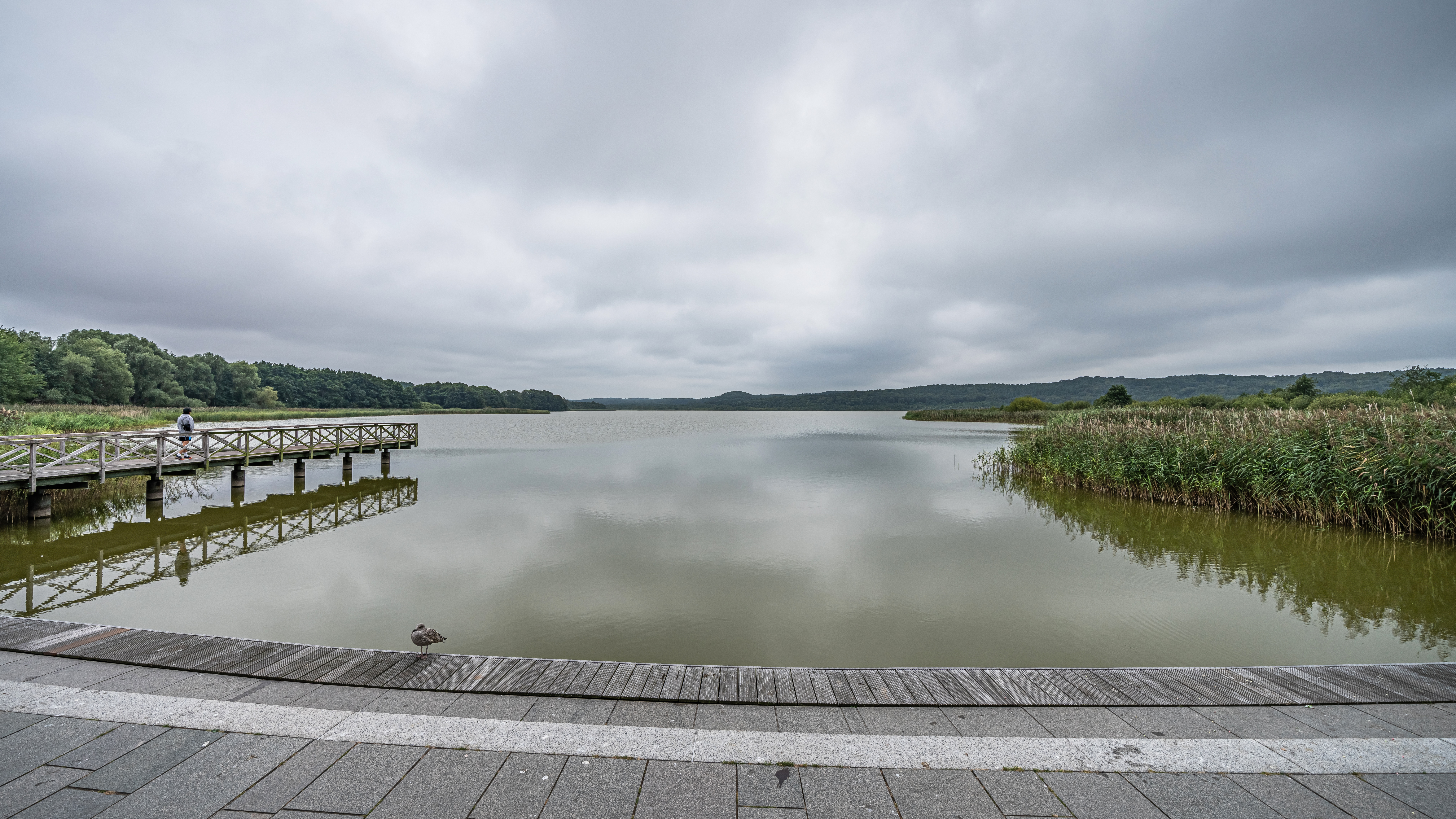
Blick von der Promenade

Der See ist eiszeitlichen Ursprungs. Zum Ende der Eiszeit befand sich hier eine Gletscherzunge. Heute verfügt der See über eine Wasseroberfläche von etwa 118 Hektar. Vor zirka 14.000 Jahren wies der damals allerdings noch zur Ostsee gehörende See eine Tiefe von bis zu 15 Metern auf. Vor etwa 5000 Jahren wurde das Gewässer durch die entstehende Nehrung Schmale Heide von der Ostsee abgeschnitten. Einzige Verbindung zur Ostsee stellte dann der Entwässerungsgraben Ahlbeck dar. Durch natürliche Verlandungsprozesse handelt es sich heute um einen Flachwassersee. Im Zentrum hat er heute eine Tiefe von nur ein bis zwei Metern. Darüber hinaus verlor der See deutlich an Fläche. Ursprünglich soll er im Süden bis nach Nistelitz gereicht haben. Der Name des Sees rührt von der südwestlich gelegenen Ansiedlung Schmacht her, die jedoch heute nicht mehr am Seeufer liegt. Die Ahlbeck, die das Wasser des Sees in die Ostsee abführt, wurde in den 1950er Jahren verrohrt. Die Mündung der Rohrstrecke befindet sich am Binzer Strand und ist heute mit einem Hinweisschild versehen.
Am und im See leben eine Vielzahl von Tier- und Pflanzenarten, wobei 40 Arten auf der Roten Liste gefährdeter Arten stehen. So kommen Rohrdommel, Drosselrohrsänger, Graugans, Gänsesäger, Zwergsäger, Seeadler und Fischadler vor.
Die Hänge des Gewässers sind überwiegend von Buchenwald bedeckt. Am Fuß der Hänge befinden sich Sickerquellen. Zum See hin schließen sich Erlenbrüche und Sümpfe an. Das Ufer selbst besteht häufig aus Röhricht und Schwingmoorvegetation.
Am nördlichen Ende grenzt der See an Binz. Hier befindet sich eine Promenade und der Park der Sinne.

## Projekt zur See-Restaurierung

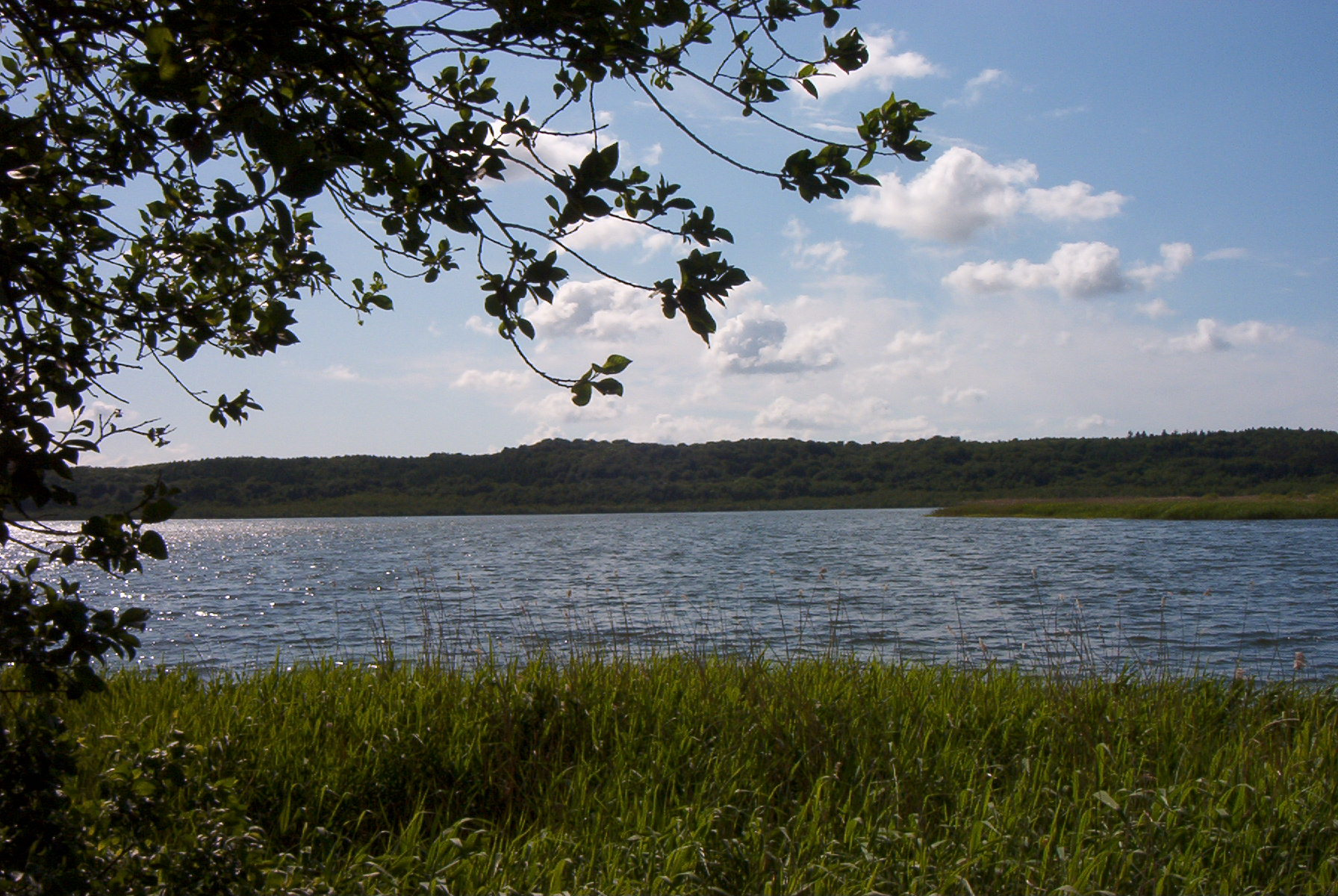
Südseite

Aus einer zwischenzeitlich stillgelegten Kläranlage wurden über viele Jahre Abwässer in den See eingeleitet. Hinzu kamen Nährstoffeinträge aus der Landwirtschaft. Der Schmachter See war daher um 1990 eutrophiert und ökologisch instabil. Es war eine starke Verschlammung entstanden. Im Rahmen eines von der Gemeinde Binz und dem Landschaftspflegeverband Ostrügen e.V. getragenen Projekts sollen dem See 300.000 Kubikmeter Schlamm entnommen werden. Darüber hinaus soll aus 1,45 Mio. m³ Seewasser der Phosphor entfernt werden.
Nach Projektabschluss soll ein nährstoffarmer, makrophytendominierter Klarwassersee entstanden sein.
Im Zuge der Sanierung wurde im Jahr 2008 der rohrverlegte Abfluss der Ahlbeck neu verlegt. Dafür wurden insgesamt 450 Meter Gussrohre vom Schmachter See bis zum Boden der Ostsee verlegt.